# سیارک ۶۲۸۰
سیارک ۶۲۸۰ (به انگلیسی: 6280 Sicardy، نامگذاری:1980RJ) شش هزار و دویست و هشتادمین سیارک کشف شده‌است که در ۲ سپتامبر ۱۹۸۰ کشف شد.
قدر مطلق سیارک برابر ۱۳٫۴۰ است.